# George Tunnell

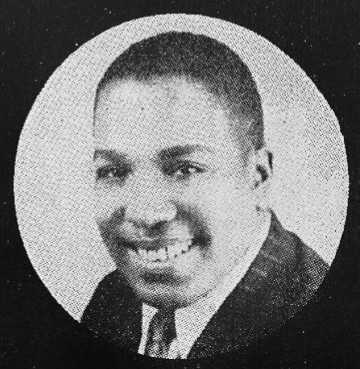

George "Bon Bon" Tunnell (South Philadelphia, 29 juni 1912 - 20 mei 1975) was een zanger en pianist. Hij was een van de eerste 'zwarte' zangers die zong in een 'blanke' jazzband, het orkest van bandleider Jan Savitt, de Top Hatters.
Tunnell zong en speelde in de jaren dertig in het trio Three Keys. De andere groepsleden, gitarist Slim Furness en contrabassist Bob Pease, zongen eveneens. Het trio speelde in clubs in New York en voor de radio, ook maakte het plaatopnames. In 1937 werd Tunnell zanger bij Jan Savitt en hij bleef er tot 1942. Begin jaren veertig maakte hij opnames met de swing-groep Bon Bon and His Buddies (met onder meer Eddie Durham en Buster Smith) en in de periode 1946-1950 nam hij als solozanger op voor de kleine labels Davis Records en Beacon Records. In de jaren vijftig ging hij terug naar Pennsylvania en was hij slechts af en toe als zanger actief.  

## Discografie (selectie)
met The Three Keys:
- 1932-1933, Chronological Classics, 2000 ('albumpick' Allmusic)

met Jan Savitt:
- Uncollected Jan Savitt (opnames 1939), Hindsight, 1985 ('albumpick' Allmusic)
- Shuffle in Style, Jasmin Records, 1999
- It's Time to Jump and Shout, Vintage Music Productions, 2001
- 1938-1939 Broadcasts, Flyright, 2003

## Referentie
- Biografie op Allmusic